# Fußball-Club Augsburg 1907 2018-2019
Questa voce raccoglie le informazioni riguardanti il Fußball-Club Augsburg 1907  nelle competizioni ufficiali della stagione calcistica 2018-2019.

## Stagione
Nella stagione 2018-2019 l'Augusta, allenata da Martin Schmidt, concluse il campionato di Bundesliga al 15º posto. In coppa di Germania l'Augusta fu eliminata ai quarti di finale dal RB Lipsia.

## Rosa
Aggiornata al 31 gennaio 2019.
| N. |                          | Ruolo | Calciatore                 |
| -- | ------------------------ | ----- | -------------------------- |
| 1  | Germania (bandiera)      | P     | Andreas Luthe              |
| 3  | Grecia (bandiera)        | D     | Kōstas Stafylidīs          |
| 4  | Germania (bandiera)      | D     | Felix Götze                |
| 6  | Paesi Bassi (bandiera)   | D     | Jeffrey Gouweleeuw         |
| 8  | Germania (bandiera)      | C     | Rani Khedira               |
| 9  | Germania (bandiera)      | A     | Shawn Parker               |
| 10 | Germania (bandiera)      | C     | Daniel Baier (capitano)    |
| 11 | Austria (bandiera)       | A     | Michael Gregoritsch        |
| 13 | Germania (bandiera)      | P     | Fabian Giefer              |
| 14 | Rep. Ceca (bandiera)     | C     | Jan Morávek                |
| 15 | Croazia (bandiera)       | D     | Jozo Stanić                |
| 16 | Germania (bandiera)      | D     | Christoph Janker           |
| 17 | Francia (bandiera)       | C     | Jonathan Schmid            |
| 18 | Germania (bandiera)      | D     | Jan-Ingwer Callsen-Bracker |
| 19 | Corea del Sud (bandiera) | C     | Koo Ja-cheol               |
| 20 | Germania (bandiera)      | A     | Julian Schieber            |
| 21 | Venezuela (bandiera)     | A     | Sergio Córdova             |

| N. |                          | Ruolo | Calciatore         |
| -- | ------------------------ | ----- | ------------------ |
| 22 | Corea del Sud (bandiera) | A     | Ji Dong-won        |
| 23 | Germania (bandiera)      | A     | Marco Richter      |
| 24 | Finlandia (bandiera)     | C     | Fredrik Jensen     |
| 25 | Germania (bandiera)      | D     | Kilian Jakob       |
| 26 | Germania (bandiera)      | D     | Simon Asta         |
| 27 | Islanda (bandiera)       | A     | Alfreð Finnbogason |
| 28 | Germania (bandiera)      | C     | André Hahn         |
| 29 | Germania (bandiera)      | A     | Romario Rösch      |
| 30 | Brasile (bandiera)       | C     | Caiuby             |
| 31 | Germania (bandiera)      | D     | Philipp Max        |
| 32 | Germania (bandiera)      | D     | Raphael Framberger |
| 33 | Germania (bandiera)      | C     | Felix Schwarzholz  |
| 34 | Austria (bandiera)       | C     | Georg Teigl        |
| 38 | Austria (bandiera)       | D     | Kevin Danso        |
| 39 | Germania (bandiera)      | P     | Benjamin Leneis    |
|    | Svizzera (bandiera)      | P     | Gregor Kobel       |

## Organigramma societario
Area tecnica
- Allenatore: Martin Schmidt
- Allenatore in seconda: Stefan Sartori, Jonas Scheuermann, Michael Wimmer, Tobias Zellner
- Preparatore dei portieri: Zdenko Miletić
- Preparatori atletici: Andreas Bäumler, Sönke Ermgassen

## Risultati

### Bundesliga

#### Girone di andata
| Arbitro: | Schmidt |

|           |           |                          |
| Raman 39’ | Marcatori | 57’ Hinteregger 76’ Hahn |

| Arbitro: | Willenborg |

|                 |           |          |
| Gregoritsch 12’ | Marcatori | 68’ Pléa |

| Arbitro: | Petersen |

|                    |           |        |
| Ujah 87’ Maxim 90’ | Marcatori | 82’ Ji |

| Arbitro: | Zwayer |

|                 |           |                                      |
| Koo 45’ Max 47’ | Marcatori | 34’ Kruse 36’ Eggestein 75’ Klaassen |

| Arbitro: | Storks |

|            |           |           |
| Robben 48’ | Marcatori | 86’ Götze |

| Arbitro: | Kampka |

|                                             |           |                   |
| Caiuby 19’ Finnbogason 34’, 68’ (rig.), 83’ | Marcatori | 49’ (aut.) Schmid |

| Arbitro: | Schmidt |

|                                 |           |                                         |
| Alcácer 62’, 80’, 90’ Götze 84’ | Marcatori | 22’ Finnbogason 71’ Max 87’ Gregoritsch |

| Augusta 20 ottobre 2018, ore 15:30 CEST 8ª giornata | Augusta | 0 – 0 referto | RB Lipsia | WWK Arena (28.703 spett.)\| Arbitro: \| Welz \| |
| Arbitro:                                            | Welz    |               |           |                                                 |

| Arbitro: | Kampka |

|           |           |                                   |
| Bebou 72’ | Marcatori | 8’ Khedira 63’ (rig.) Finnbogason |

| Arbitro: | Ittrich |

|                            |           |                    |
| Finnbogason 11’ Schmid 59’ | Marcatori | 54’ Fuchs 88’ Mühl |

| Arbitro: | Schröder |

|                         |           |                 |
| Kramarić 65’ Nelson 83’ | Marcatori | 69’ Finnbogason |

| Arbitro: | Zwayer |

|             |           |                                |
| Córdova 90’ | Marcatori | 1’ Guzmán 47’ Haller 68’ Rebić |

| Arbitro: | Osmers |

|           |           |  |
| Dōnīs 39’ | Marcatori |  |

| Arbitro: | Dankert |

|            |           |  |
| Alario 75’ | Marcatori |  |

| Arbitro: | Gräfe |

|                 |           |               |
| Gregoritsch 13’ | Marcatori | 52’ Caligiuri |

| Arbitro: | Willenborg |

|                     |           |                        |
| Leckie 28’ Duda 31’ | Marcatori | 8’ Hinteregger 39’ Koo |

| Arbitro: | Storks |

|                         |           |                                         |
| Khedira 49’ Córdova 59’ | Marcatori | 33’ Guilavogui 41’ William 89’ Gerhardt |

#### Girone di ritorno
| Arbitro: | Dingert |

|            |           |                       |
| Schmid 64’ | Marcatori | 45’ Ducksch 89’ Raman |

| Arbitro: | Osmers |

|                        |           |  |
| Wendt 78’ Herrmann 90’ | Marcatori |  |

| Arbitro: | Storks |

|                                        |           |  |
| Finnbogason 8’ (rig.), 34’ (rig.), 54’ | Marcatori |  |

| Arbitro: | Gräfe |

|                                           |           |  |
| Rashica 5’, 28’ Eggestein 27’ Möhwald 83’ | Marcatori |  |

| Arbitro: | Steinhaus |

|                           |           |                          |
| Goretzka 1’ (aut.) Ji 23’ | Marcatori | 17’, 45’ Coman 53’ Alaba |

| Arbitro: | Welz |

|                                                              |           |             |
| Petersen 9’, 43’ Grifo 30’ Waldschmidt 64’ Niederlechner 85’ | Marcatori | 52’ Khedira |

| Arbitro: | Stieler |

|             |           |             |
| Ji 24’, 68’ | Marcatori | 81’ Alcácer |

| Lipsia 9 marzo 2019, ore 15:30 CET 25ª giornata | RB Lipsia | 0 – 0 referto | Augusta | Red Bull Arena (38.590 spett.)\| Arbitro: \| Jablonski \| |
| Arbitro:                                        | Jablonski |               |         |                                                           |

| Arbitro: | Gräfe |

|                                 |           |             |
| Córdova 65’ Schmid 78’ Hahn 86’ | Marcatori | 8’ Weydandt |

| Arbitro: | Siebert |

|                                 |           |  |
| Ishak 52’ Pereira 88’ Löwen 90’ | Marcatori |  |

| Arbitro: | Schröder |

|  |           |                                    |
|  | Marcatori | 6’ Kramarić 61’, 74’, 82’ Belfodil |

| Arbitro: | Dankert |

|               |           |                                  |
| Paciência 14’ | Marcatori | 31’, 45’ Richter 84’ Gregoritsch |

| Arbitro: | Gräfe |

|                                                    |           |  |
| Khedira 11’ Hahn 18’ Max 29’, 59’ Richter 53’, 68’ | Marcatori |  |

| Arbitro: | Willenborg |

|           |           |                                            |
| Danso 12’ | Marcatori | 15’ Volland 48’ Havertz 60’ Tah 88’ Brandt |

| Gelsenkirchen 5 maggio 2019, ore 13:30 CEST 32ª giornata | Schalke 04 | 0 – 0 referto | Augusta | Veltins-Arena (59.841 spett.)\| Arbitro: \| Gräfe \| |
| Arbitro:                                                 | Gräfe      |               |         |                                                      |

| Arbitro: | Winkmann |

|                                      |           |                                                   |
| Hahn 10’ Gregoritsch 50’ (rig.), 70’ | Marcatori | 47’ Plattenhardt 66’ Grujić 75’, 90’ (rig.) Kalou |

| Arbitro: | Zwayer |

|                                                                                          |           |             |
| Weghorst 21’, 37’, 55’ Knoche 41’ Ginczek 57’ Rexhbeçaj 60’ Brekalo 85’ Danso 89’ (aut.) | Marcatori | 81’ Richter |

### Coppa di Germania
| Arbitro: | Thomsen |

|            |           |                      |
| Herzig 56’ | Marcatori | 14’ Richter 65’ Hahn |

| Arbitro: | Gräfe |

|                                             |           |                       |
| Bell 40’ (aut.) Gregoritsch 86’ Caiuby 105’ | Marcatori | 19’ Mwene 45’ Quaison |

| Arbitro: | Willenborg |

|  |           |                 |
|  | Marcatori | 85’ Gregoritsch |

| Arbitro: | Stieler |

|                 |           |                                    |
| Finnbogason 90’ | Marcatori | 74’ Werner 120’ (rig.) Halstenberg |

## Statistiche

### Statistiche di squadra
| Competizione      | Punti | In casa | In casa | In casa | In casa | In casa | In casa | In trasferta | In trasferta | In trasferta | In trasferta | In trasferta | In trasferta | Totale | Totale | Totale | Totale | Totale | Totale | DR  |
| Competizione      | Punti | G       | V       | N       | P       | Gf      | Gs      | G            | V            | N            | P            | Gf           | Gs           | G      | V      | N      | P      | Gf     | Gs     | DR  |
| ----------------- | ----- | ------- | ------- | ------- | ------- | ------- | ------- | ------------ | ------------ | ------------ | ------------ | ------------ | ------------ | ------ | ------ | ------ | ------ | ------ | ------ | --- |
| Bundesliga        | 32    | 17      | 5       | 4       | 8       | 34      | 33      | 17           | 3            | 4            | 10           | 17           | 38           | 34     | 8      | 8      | 18     | 51     | 71     | -20 |
| Coppa di Germania | -     | 2       | 1       | 0       | 1       | 4       | 4       | 2            | 2            | 0            | 0            | 3            | 1            | 4      | 3      | 0      | 1      | 7      | 5      | +2  |
| Totale            | -     | 19      | 6       | 4       | 9       | 38      | 37      | 19           | 5            | 4            | 10           | 20           | 39           | 38     | 11     | 8      | 19     | 58     | 76     | -18 |

### Andamento in campionato
| Giornata  | 1 | 2 | 3 | 4  | 5  | 6 | 7  | 8 | 9 | 10 | 11 | 12 | 13 | 14 | 15 | 16 | 17 | 18 | 19 | 20 | 21 | 22 | 23 | 24 | 25 | 26 | 27 | 28 | 29 | 30 | 31 | 32 | 33 | 34 |
| --------- | - | - | - | -- | -- | - | -- | - | - | -- | -- | -- | -- | -- | -- | -- | -- | -- | -- | -- | -- | -- | -- | -- | -- | -- | -- | -- | -- | -- | -- | -- | -- | -- |
| Luogo     | T | C | T | C  | T  | C | T  | C | T | C  | T  | C  | T  | T  | C  | T  | C  | C  | T  | C  | T  | C  | T  | C  | T  | C  | T  | C  | T  | C  | C  | T  | C  | T  |
| Risultato | V | N | P | P  | N  | V | P  | N | V | N  | P  | P  | P  | P  | N  | N  | P  | P  | P  | V  | P  | P  | P  | V  | N  | V  | P  | P  | V  | V  | P  | N  | P  | P  |
| Posizione | 5 | 6 | 8 | 11 | 12 | 8 | 10 | 9 | 9 | 9  | 10 | 13 | 14 | 14 | 14 | 13 | 15 | 15 | 15 | 15 | 15 | 15 | 15 | 15 | 15 | 14 | 15 | 15 | 14 | 14 | 14 | 14 | 14 | 15 |

Legenda:

Luogo: C = Casa; T = Trasferta. Risultato: V = Vittoria; N = Pareggio; P = Sconfitta.

### Statistiche dei giocatori
| Giocatore          | Bundesliga | Bundesliga | Bundesliga  | Bundesliga | Coppa di Germania | Coppa di Germania | Coppa di Germania | Coppa di Germania | Totale   | Totale | Totale      | Totale     |
| Giocatore          | Presenze   | Reti       | Ammonizioni | Espulsioni | Presenze          | Reti              | Ammonizioni       | Espulsioni        | Presenze | Reti   | Ammonizioni | Espulsioni |
| ------------------ | ---------- | ---------- | ----------- | ---------- | ----------------- | ----------------- | ----------------- | ----------------- | -------- | ------ | ----------- | ---------- |
| F. Giefer          | 4          | 0          | 0           | 0          | -                 | -                 | -                 | -                 | 4        | 0      | 0           | 0          |
| G. Kobel           | 16         | 0          | 0           | 0          | 2                 | 0                 | 0                 | 0                 | 18       | 0      | 0           | 0          |
| B. Leneis          | -          | -          | -           | -          | -                 | -                 | -                 | -                 | -        | -      | -           | -          |
| A. Luthe           | 15         | 0          | 0           | 0          | 2                 | 0                 | 0                 | 0                 | 17       | 0      | 0           | 0          |
| S. Asta            | 1          | 0          | 1           | 0          | -                 | -                 | -                 | -                 | 1        | 0      | 1           | 0          |
| J. Callsen-Bracker | 1          | 0          | 1           | 0          | -                 | -                 | -                 | -                 | 1        | 0      | 1           | 0          |
| K. Danso           | 18         | 1          | 3           | 0          | 3                 | 0                 | 0                 | 0                 | 21       | 1      | 3           | 0          |
| R. Framberger      | 7          | 0          | 2           | 0          | 1                 | 0                 | 0                 | 0                 | 8        | 0      | 2           | 0          |
| J. Gouweleeuw      | 25         | 0          | 4           | 0          | 3                 | 0                 | 0                 | 0                 | 28       | 0      | 4           | 0          |
| K. Jakob           | -          | -          | -           | -          | -                 | -                 | -                 | -                 | -        | -      | -           | -          |
| C. Janker          | 4          | 0          | 0           | 0          | -                 | -                 | -                 | -                 | 4        | 0      | 0           | 0          |
| P. Max             | 30         | 4          | 1           | 0          | 4                 | 0                 | 1                 | 0                 | 34       | 4      | 2           | 0          |
| R. Oxford          | 8          | 0          | 0           | 1          | 1                 | 0                 | 0                 | 0                 | 9        | 0      | 0           | 1          |
| S. Russo           | -          | -          | -           | -          | -                 | -                 | -                 | -                 | -        | -      | -           | -          |
| K. Stafylidīs      | 12         | 0          | 1           | 0          | 2                 | 0                 | 0                 | 0                 | 14       | 0      | 1           | 0          |
| J. Stanić          | 1          | 0          | 0           | 0          | -                 | -                 | -                 | -                 | 1        | 0      | 0           | 0          |
| D. Baier           | 33         | 0          | 7           | 0          | 3                 | 0                 | 0                 | 0                 | 36       | 0      | 7           | 0          |
| F. Götze           | 6          | 1          | 0           | 0          | 3                 | 0                 | 2                 | 0                 | 9        | 1      | 2           | 0          |
| A. Hahn            | 28         | 4          | 7           | 0          | 4                 | 1                 | 1                 | 0                 | 32       | 5      | 8           | 0          |
| F. Jensen          | 6          | 0          | 0           | 0          | 3                 | 0                 | 0                 | 0                 | 9        | 0      | 0           | 0          |
| R. Khedira         | 30         | 4          | 6           | 0          | 4                 | 0                 | 1                 | 0                 | 34       | 4      | 7           | 0          |
| J. Koo             | 26         | 2          | 3           | 0          | 2                 | 0                 | 1                 | 0                 | 28       | 2      | 4           | 0          |
| J. Morávek         | 13         | 0          | 1           | 0          | 1                 | 0                 | 0                 | 0                 | 14       | 0      | 1           | 0          |
| J. Schmid          | 28         | 3          | 1           | 0          | 1                 | 0                 | 0                 | 0                 | 29       | 3      | 1           | 0          |
| F. Schwarzholz     | -          | -          | -           | -          | -                 | -                 | -                 | -                 | -        | -      | -           | -          |
| G. Teigl           | 6          | 0          | 0           | 0          | 1                 | 0                 | 0                 | 0                 | 7        | 0      | 0           | 0          |
| S. Cheon           | -          | -          | -           | -          | -                 | -                 | -                 | -                 | -        | -      | -           | -          |
| S. Córdova         | 20         | 3          | 1           | 0          | 2                 | 0                 | 0                 | 0                 | 22       | 3      | 1           | 0          |
| A. Finnbogason     | 18         | 10         | 2           | 0          | 2                 | 1                 | 0                 | 0                 | 20       | 11     | 2           | 0          |
| M. Gregoritsch     | 32         | 6          | 4           | 0          | 4                 | 2                 | 1                 | 0                 | 36       | 8      | 5           | 0          |
| D. Ji              | 14         | 4          | 2           | 0          | 2                 | 0                 | 1                 | 0                 | 16       | 4      | 3           | 0          |
| M. Malone          | -          | -          | -           | -          | -                 | -                 | -                 | -                 | -        | -      | -           | -          |
| M. Richter         | 25         | 5          | 4           | 0          | 4                 | 1                 | 0                 | 0                 | 29       | 6      | 4           | 0          |
| R. Rösch           | -          | -          | -           | -          | -                 | -                 | -                 | -                 | -        | -      | -           | -          |
| J. Schieber        | 9          | 0          | 1           | 0          | -                 | -                 | -                 | -                 | 9        | 0      | 1           | 0          |
| Caiuby             | 14         | 1          | 3           | 0          | 2                 | 1                 | 0                 | 0                 | 16       | 2      | 3           | 0          |
| M. Hinteregger     | 18         | 2          | 0           | 0          | 2                 | 0                 | 0                 | 0                 | 20       | 2      | 0           | 0          |